# Marie-José a Belgiei
Prințesa Marie José a Belgiei (n. 4 august 1906 – d. 27 ianuarie 2001), a fost ultima regină a Italiei. 

## Primii ani

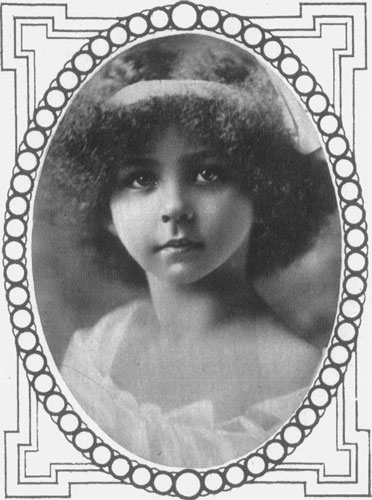
Marie José, la avârsta de 9 ani.

Prințesa Marie José s-a născut la Ostend, Belgia și a fost copilul cel mic și singura fiică a regelui Albert I al Belgiei și a soției lui, Ducesa Elisabeta de Bavaria. La naștere a deținut titlul de Prințesă de Saxa-Coburg și Gotha până când utilizarea titlului a fost întreruptă la sfârșitul Primului Război Mondial. A fost numită după bunica maternă, Infanta Maria José a Portugaliei.

## Căsătorie
La 8 ianuarie 1930, s-a căsătorit la Roma cu Prințul Umberto, la acel moment, Prinț Moștenitor al Italiei din Casa de Savoia. A devenit Prințesă de Piedmont (în italiană: Principessa di Piemonte). Au avut patru copii:
1. Prințesa Maria Pia Louise de Savoia n. 1934
2. Vittorio Emanuele Josef, Prinț de Neapole n. 1937
3. Prințesa Maria Gabriella Elisabeth de Savoia n. 1940
4. Prințesa Maria Beatrice Caroline de Savoia n. 1943

Căsătoria nu a fost una fericită; Marie-José s-a confesat într-un interviu mulți ani mai târziu: "On n'a jamais été heureux" (N-am fost niciodată fericiți). După abolirea monarhiei italiene, cuplul s-a separat.

## Al Doilea Război Mondial
În timpul celui de-Al Doilea Război Mondial, ea a fost una dintre foarte puține canale diplomatice între tabăra germană/italiană și alte țări europene implicate în război, ca sora lui Leopold al III-lea al Belgiei (păstrat ostatic de către forțele germane) și, în același timp, apropiată de unii dintre miniștrii de cabinet ai lui Benito Mussolini. Un diplomat britanic la Roma a spus că Prințesa de Piemont a fost singurul membru al familiei regale italiene cu o bună judecată politică.
În octombrie 1939, Prințesa Marie-José a fost numită președinte al Crucii Roșii italiene. Prințesa și Ducesa de Aosta au participat la ceremonia de instalare a Prințesei Marie-José ca președinte.
Ea a simpatizat cu partizanii și, în timp ce era refugiată în Elveția, a făcut contrabandă cu arme, bani și alimente pentru ei. Ea a fost propusă chiar să fie numită șef al unei brigăzi de partizani, dar a refuzat.

## Regină pentru o lună
În urma dezertării Italiei de partea Aliaților în război, socrul ei, discreditatul rege Victor Emmanuel al III-lea, s-a retras din guvern. Soțul ei a devenit monarh sub titlul de locotenent general al Regatului. El și Marie José au făcut un tur al Italiei, unde au făcut o impresie pozitivă.
După abdicarea târzie a lui Victor Emmanuel, Umberto a devenit rege al Italiei la 9 mai 1946 până când monarhia a fost abolită în urma plebiscitului de la 2 iunie 1946. Italienii au votat în proporție de 54% în favoarea republicii. Marie José și Umberto au părăsit țara și au plecat în exil la 13 iunie 1946.

## Exilul și decesul
În exil, familia a stat o perioadă scurtă în Portugalia, iar ea și Umberto au decis să se separe. Marie José și cei patru copii au plecat în Elveția unde ea a trăit cea mai mare parte a vieții sale, în timp ce Umberto a rămas în Portugalia. Totuși, cuplul nu a divorțat, în parte din motive politice; Umberto a trăit cu speranța (care a scăzut în ani) reîntoarcerii pe tron; un divorț ar fi fost potențial distrugător pentru un rege catolic. 
Pentru un timp ea a trăit în Mexico împreună cu fiica ei, Prințesa Marie-Beatrice, și nepoții ei. Marie-José s-a întors în Italia doar după decesul soțului ei în 1983. Marie-José a murit la Geneva la vârsta de 94 de ani de cancer pulmonar, supraviețuind celor doi frați ai ei și unor nepoți.